# ویکی مک‌کلور
ویکی مک‌کلور (انگلیسی: Vicky Lee McClure؛ زادهٔ ۸ مهٔ ۱۹۸۳) یک هنرپیشه اهل انگلستان است. وی از سال ۱۹۹۹ میلادی تاکنون مشغول فعالیت بوده‌است.

## بخشی از فیلمشناسی
از فیلم‌ها یا برنامه‌های تلویزیونی که وی در آن نقش داشته‌است می‌توان به آثار زیر اشاره کرد.
- این انگلستان است (۲۰۰۶)
- برادچرچ (۲۰۱۳)
- مگس‌مرغ (۲۰۱۳)